# William Hopoate

a Compétitions nationales et continentales officielles uniquement.

b Matchs officiels uniquement.
William Hopoate , né le 9 mai 1992 à Sydney (Australie), est un joueur de rugby à XIII australien d'origine tongienne évoluant au poste d'arrière, d'ailier ou de centre. Il fait ses débuts en National Rugby League avec les Sea Eagles de Manly lors de la saison 2010, y devenant titulaire lors de la saison 2011 et y en remportant la titre de NRL. Il se retire ensuite deux années du rugby à XIII pour devenir missionnaire pour l'Église de Jésus-Christ des saints des derniers jours avant de revenir dans le rugby à XIII en signant aux Eels de Parramatta en 2014. Il prend part également aux State of Origin avec la Nouvelle-Galles du Sud depuis 2011 ainsi qu'au City vs Country Origin.

## Biographie
Il est le fils de l'ancien international australien John Hopoate.

## Palmarès

### En club
- Vainqueur de la National Rugby League : 2011 (Manly Sea Eagles).

## Statistiques
| Saison | Club                          | Compétition           | Matchs | Points | Essais | Goals | Drops |
| ------ | ----------------------------- | --------------------- | ------ | ------ | ------ | ----- | ----- |
| 2010   | Manly-Warringah Sea Eagles    | National Rugby League | 3      | -      | -      | -     | -     |
| 2011   | Manly-Warringah Sea Eagles    | National Rugby League | 19     | 56     | 14     | -     | -     |
| 2014   | Parramatta Eels               | National Rugby League | 19     | 16     | 4      | -     | -     |
| 2015   | Parramatta Eels               | National Rugby League | 19     | 12     | 3      | -     | -     |
| 2016   | Canterbury-Bankstown Bulldogs | National Rugby League | 21     | 32     | 8      | -     | -     |
| 2017   | Canterbury-Bankstown Bulldogs | National Rugby League | 18     | 12     | 3      | -     | -     |
| 2018   | Canterbury-Bankstown Bulldogs | National Rugby League | 24     | 20     | 5      | -     | -     |
| 2019   | Canterbury-Bankstown Bulldogs | National Rugby League | 24     | 20     | 5      | -     | -     |
| 2020   | Canterbury-Bankstown Bulldogs | National Rugby League | 13     | 8      | 2      | -     | -     |
| 2021   | Canterbury-Bankstown Bulldogs | National Rugby League | 24     | 6      | 1      | 1     | -     |
| 2022   | St Helens RLFC                | Super League          | -      | -      | -      | -     | -     |